# Heidenäcker – Druslach – Lachenäcker
Heidenäcker – Druslach – Lachenäcker ist ein Landschaftsschutzgebiet (LSG) in der Gemarkung Lingenfeld im Landkreis Germersheim, Rheinland-Pfalz. Es trägt die Kennung 07‑LSG‑7334‑011, wurde 1998 per Rechtsverordnung ausgewiesen und umfasst etwa 60 Hektar.

## Lage
Das LSG liegt südwestlich von Lingenfeld und umfasst die Flurstücke Heidenäcker, Druslach und Lachenäcker. Besonders markant sind die feldförmigen Ackerflächen, Feldhecken sowie Saum‑ und Gehölzstreifen, die das Gebiet durchziehen.

## Schutzzweck
Ziele der Unterschutzstellung laut Verordnung sind:
- Erhalt von landschaftsprägenden Acker- und Wiesenflächen,
- Schutz naturnaher Feldhecken, Gehölzsäumen und Saumstrukturen,
- Förderung des Biotopverbunds entlang der Druslach und angrenzender Biotope.

## Ökologische Bedeutung
Das Gebiet bietet:
- Lebensraum für Vögel, Reptilien, Amphibien und Insekten,
- ökologisch wertvolle Übergänge zwischen Agrarlandschaft und Gehölz,
- Strukturen als Trittsteinbiotop im regionalen Biotopverbund.

## Nutzung und Schutzbestimmungen
- Landwirtschaftliche Nutzung ist weiterhin möglich, aber eingeschränkt durch naturschutzrechtliche Auflagen (z. B. zum Schutz von Saumbiotopen und Hecken).
- Eingriffe wie Bebauung, starke Düngung, Gewässerveränderung oder Entfernung von Hecken sind verboten oder genehmigungspflichtig.
- Spazieren und Naherholung sind grundsätzlich gestattet, solange keine Schutzgüter beeinträchtigt werden.